# Vrigne-Meuse
Vrigne-Meuse é uma comuna francesa na região administrativa de Grande Leste, no departamento das Ardenas. Estende-se por uma área de 4,44 km². Em 2010 a comuna tinha 318 habitantes (densidade: 71,6 hab./km²).